# عملية بيرك

خريطة دراسة للجيش الأمريكي للانسحاب الألماني من فنلندا في أواخر عام 1944 وأوائل عام 1945

عملية بيرك هي عملية ألمانية في أواخر الحرب العالمية الثانية في إقليم لابي الفنلندي لمنع الوصول لمناجم النيكل. في أبريل 1944، بدأ الألمان بجهد كبير لإعادة بناء مواقعهم الدفاعية ضد التقدم المحتمل من الجنوب.